# Scotopteryx nigrolineata
Scotopteryx nigrolineata är en fjärilsart som beskrevs av Heydemann 1941. Scotopteryx nigrolineata ingår i släktet backmätare, och familjen mätare. Inga underarter finns listade.